# Maciej Makuszewski
Maciej Makuszewski (Grawejo, 29 de septiembre de 1989) es un futbolista polaco que juega de centrocampista en el Wigry Suwałki de la III Liga de Polonia.

## Clubes
| Club                   | País     | Año       |
| ---------------------- | -------- | --------- |
| UKS SMS Łódź           | Polonia  | 2007-2008 |
| Wigry Suwałki          | Polonia  | 2008-2010 |
| Jagiellonia Białystok  | Polonia  | 2010-2012 |
| Ajmat Grozni           | Rusia    | 2012-2014 |
| Lechia Gdańsk (cedido) | Polonia  | 2014      |
| Lechia Gdańsk          | Polonia  | 2014-2017 |
| Vitória F. C. (cedido) | Portugal | 2016      |
| Lech Poznań (cedido)   | Polonia  | 2016-2017 |
| Lech Poznań            | Polonia  | 2017-2020 |
| Jagiellonia Białystok  | Polonia  | 2020-2021 |
| Leiknir Reykjavík      | Islandia | 2022      |
| Odra Opole             | Polonia  | 2022-2024 |
| Wigry Suwałki (cedido) | Polonia  | 2023-2024 |
| Wigry Suwałki          | Polonia  | 2024-     |